# 스피너
스피너(영어: spinor)는 프랑스 수학자 엘리 카르탕이 단순 군의 선형 표현을 연구하다 1913년 처음 도입하였다. 이는 회전 군의 선형 표현에 해당한다.) 기하학적 벡터 또는 보다 일반적인 텐서와 마찬가지로, 스피너는 유클리드 공간이 무한소 회전할 때 선형 변환된다. 그러나, 벡터 및 텐서와 달리, 스피너는 공간이 0°에서 360°까지 완전히 회전할 때 음수로 변환된다(그림 참조). 스피너는 벡터의 "제곱근"으로 볼 수 있다. 이는 오해의 소지가 있는 표현이지만, 외대수 다발의 경우 선형 다발의 단면의 "제곱근"으로 보는 것이 더 좋다. 따라서 여접다발의 미분 형식의 "제곱근"이 된다. 이 개념은 처음에 스피너라고 불리지 않았다. 이후 1920년대에 양자역학이 무르익으며 카르탕의 개념은 입자의 고유 각 운동량을 설명하는데 필수적임을 알게 되었다. 이후 양자역학의 스핀과의 연관성으로 인해 물리학자들이 스피너라고 부르기 시작하면서 현재 용어로 정착되었다. 스피너 개념을 민코프스키 공간과 연관시키는 것도 가능하며, 이 경우 특수 상대성 이론의 로렌츠 변환이 회전의 역할을 한다. 군 표현론과 양자역학에서 스피너는 넓은 의미에서 로런츠 대수의 표현 가운데 텐서가 아닌 것들이다. 이들은 반 홀수의 스핀을 지니고, (3 차원 이상의 시공에서) 페르미온을 나타낸다. 좁은 의미에선 이 가운데 스핀이 ½인 것을 지칭하는데, 이는 차원에 따라 디랙 스피너(영어: Dirac spinor), 바일 스피너(영어: Weyl spinor), 마요라나 스피너(영어: Majorana spinor), 마요라나-바일 스피너(영어: Majorana–Weyl spinor) 등이 있다.
스피너는 순수하게 스핀 군(또는 무한소 회전의 리 대수)의 표현 공간의 원소로 정의될 수 있지만, 일반적으로 클리포드 대수의 선형 표현을 하는 선형 공간의 원소로 정의된다. 클리포드 대수는 이차 형식이 주어진 선형 공간 또는 내적 공간에서 기저에 무관하게 구성할 수 있는 결합 대수이다. 스핀 군과 그 리 대수는 클리포드 대수 내부에 자연스러운 방식으로 포함되어 있으며, 여러 응용에서 클리포드 대수로 스피너를 다루는 것이 가장 쉬운 방법이다. 클리포드 공간은 스피너 공간에 작용하며, 스피너 공간의 원소는 스피너이다. 유클리드 공간의 정규 직교 기저을 선택한 후 클리포드 대수의 표현은 정준 반교환 관계들을 만족하는 행렬인 감마 행렬에 의해 생성된다. 스피너는 이러한 행렬이 작용하는 열 벡터이다. 예를 들어 3개의 유클리드 차원에서 파울리 스핀 행렬은 감마 행렬의 집합이며 이러한 행렬이 작용하는 성분이 2개인 복소수 열 벡터가 스피너이다. 그러나 클리포드 대수의 특정 행렬 표현, 따라서 정확히 "열 벡터"(또는 스피너)를 구성하는 것은 본질적인 방식으로 기저 및 감마 행렬의 선택을 포함한다. 스핀 군의 표현으로서 스피너를 (복소) 열 벡터로 구현하면 차원이 홀수인 경우 축약 할 수 없거나 소위 "반정수 스핀" 쌍으로 분해된다. 또는 차원이 짝수인 경우 바일 표현이다.
텐서는 시공의 차원에 관계없이 비슷하나, 스피너의 종류와 성질은 시공의 차원에 따라 판이하게 다르다. 다만 8 차원마다 같은 종류의 스피너가 반복되는데, 이를 보트 주기성(Bott periodicity)이라 한다. 또한 텐서는 다양한 차원을 지닐 수 있지만, 스피너는 {\displaystyle 2^{k}}꼴의 차원을 지닌다.

## 간략한 역사
스피너의 가장 일반적인 형태는 프랑스 수학자 엘리 카르탕이 1913년 처음 도입하였다. "spinor"라는 단어는 물리학자 파울 에렌페스트가 양자역학을 연구하며 사용했다.
스피너는 1927년에 처음 물리학자 볼프강 파울리가 스핀 행렬을 사용하며 물리학에 응용되었다. 이후 폴 디랙이 스피너와 로런츠 군의 연관성을 보이므로써 전자 스핀에 대한 완전히 상대론적인 이론을 만들었다.
1930년에 수학자 구스타프 쥬베와 물리학자 프리츠 사우터가 스피너 공간을 행렬 대수의 왼쪽 이데알로 표현하였다. 이들은 스피너를 파울리처럼 2차원 복소 열벡터로 표현하지 않고 2 × 2 복소 행렬로 표현하였다. 구체적으로, 스피너 공간은 Mat(2, {\displaystyle \mathbb {C} })의 극소 왼쪽 이데알이 된다.
1947년 수학자 리스 머르첼은 스피너 공간을 어떤 클리포드 대수의 왼쪽 이데알의 원소들로 구성하였다. 1966/1967년 물리학자 데이비드 헤스텐은 스피너 공간을 시공간 대수 Cℓ1,3({\displaystyle \mathbb {R} })의 짝수 부분 대수 Cℓ01,3({\displaystyle \mathbb {R} })로 대체 하였다. 1980대에, 데이비드 봄과 바실 헨리를 중심으로 한 버크벡 칼리지의 이론 물리학 연구 단체는 구스타프 쥬베와 프리츠 사우터의 방법에 기초하여 양자 물리학에 대한 대수적 접근법을 발전 시켰다.

## 정의
일반적으로, (체 {\displaystyle \mathbb {F} }에 대한) 벡터 공간 {\displaystyle V}와 계량 형식 {\displaystyle g\colon V\times V\to \mathbb {F} }가 주어졌을 때, 스피너 표현은 회전 (로런츠) 대수 {\displaystyle {\mathfrak {so}}(V,g)}의 표현 가운데 텐서 표현이 아닌 것이다. 스피너는 스핀 표현의 원소다.
스피너 표현은 클리퍼드 대수를 통하여 나타낼 수 있다. 클리퍼드 대수 {\displaystyle \mathrm {Cl} (V,g)}는 {\displaystyle V}에 의하여 생성되고,
{\displaystyle xy+yx=2g(x,y)}
를 만족하는 대수다. 편의상 {\displaystyle \mathbb {F} =\mathbb {C} }인 경우를 먼저 생각하자. {\displaystyle k=\lfloor n/2\rfloor }라고 놓자.
{\displaystyle n}이 짝수일 경우, {\displaystyle \operatorname {Cl} (V,g)}는 복소 행렬 대수 {\displaystyle \operatorname {Mat} (2^{k},\mathbb {C} )}와 동형이고, {\displaystyle n}이 홀수인 경우 {\displaystyle \operatorname {Cl} (2^{k},\mathbb {C} )\oplus \operatorname {Cl} (2^{k},\mathbb {C} )}과 동형이다. 즉 {\displaystyle 2^{k}} 차원의 복소 표현 {\displaystyle \Delta }이 존재한다. 클리퍼드 대수 {\displaystyle \mathrm {Cl} (V,g)}는 교환자 {\displaystyle [x,y]=xy-yx}에 따라 리 대수를 이룬다. 리 대수 {\displaystyle {\mathfrak {so}}(V,g)}가 {\displaystyle \operatorname {Cl} (V,g)}의 부분 리 대수를 이룸을 보일 수 있다. 따라서 {\displaystyle \Delta }는 {\displaystyle {\mathfrak {so}}(V,g)}의 표현을 이룬다. 이를 디랙 스피너 표현(영어: Dirac spinor representation)이라고 부른다.
{\displaystyle {\mathfrak {so}}(V,g)} 복소표현으로서, 디랙 표현은 {\displaystyle n}이 홀수면 기약(旣約, irreducible)표현이지만, {\displaystyle n}이 짝수면 가약(可約, reducible)표현으로서 {\displaystyle 2^{k-1}}차원의 표현 {\displaystyle \Delta =\Delta _{+}\oplus \Delta _{-}}로 나뉜다. 짝수 차원에서 존재하는 {\displaystyle \Delta _{\pm }} 표현을 (왼손 및 오른손) 바일 스피너 표현(영어: Weyl spinor representation)이라고 부른다.
모든 실수 표현은 복소 표현에 실수 조건을 가하여 얻을 수 있다. 가능한 실수 조건은 차원과 부호수에 따라 다르나, 보트 주기성(Bott periodicity)을 따른다. 즉 {\displaystyle n\cong m\mod 8}이면 {\displaystyle n}차원의 스피너와 {\displaystyle m}차원의 스피너는 서로 유사하다. 실수 조건이 가능할 경우, 디랙 표현에 실수 조건을 가하면 마요라나 스피너 표현(영어: Majorana spinor representation)을 얻고, 바일 표현에 실수 조건을 가하면 마요라나-바일 스피너 표현(영어: Majorana–Weyl spinor representation)을 얻는다. 자세한 사항은 아래 표를 참고하라.

## 다양한 차원에서의 스피너
스피너의 성질은 보트 주기성을 따른다. 즉 {\displaystyle d+8}차원의 스피너의 종류는 {\displaystyle d}차원과 같으나, 그 크기는 16배 더 크다. 또한 다른 부호수의 경우, 부호수가 {\displaystyle (p,q)}일 경우 복소 표현은 {\displaystyle p+q} 차원 유클리드 공간의 스피너와 같으나, 그 실수 조건은 {\displaystyle p-q}차원 유클리드 공간과 유사하다. 예를 들어 (3,1) 차원 (민코프스키 공간)에서는 4차원과 같이 2차원 바일 스피너가 있으나, 2차원과 같이 마요라나 조건을 가할 수 있다. 따라서 1차원~8차원 유클리드 공간에서의 스피너의 종류를 알면 모든 차원에서의 스피너의 종류와 크기를 알 수 있다.
낮은 차원의 유클리드 공간의 가능한 스피너는 다음과 같다.
- 1차원에서는 자명한 1차원 실수 (마요라나) 표현이 존재한다.
- 2차원에서는 Spin(2)=U(1)=SO(2)에 따라 1차원 (바일) 복소 표현과 2차원 실수 (마요라나) 표현이 존재한다.[3]
- 3차원에서는 Spin(3)=SU(2)에 따라 2차원의 디랙 스피너를 정의할 수 있다.
- 4차원에서는 Spin(4)=SU(2)×SU(2)에 따라 두개의 2차원 바일 스피너를 정의할 수 있다.
- 5차원에서는 Spin(5)=Sp(2)이므로 4차원 디랙 스피너를 정의할 수 있다.
- 6차원에서는 Spin(6)=SU(4)이므로 4차원 바일 표현이 존재한다.
- 7차원에서는 8차원 마요라나 표현이 존재한다. (7차원부터 위와 같은 리 군 동형사상은 존재하지 않는다.)
- 8차원에서는 두 개의 8차원 바일 표현이 존재하며, 이는 8차원 벡터 표현과 함께 삼중성(영어: triality)을 이룬다.

따라서 스피너의 종류와 크기, 존재 여부는 다음과 같다. 부호수가 {\displaystyle (p,q)}인 {\displaystyle n=p+q}차원의 시공을 생각하자. 이에 따라, {\displaystyle k=\lfloor n/2\rfloor }를 정의하자. 이 경우 각종 스피너의 성질은 다음과 같다.
- 디랙 스피너는 복소 표현으로, {\displaystyle 2^{k}} 복소 차원({\displaystyle 2^{k+1}} 실수 차원)을 지닌다.
- 바일 스피너는 복소 표현으로, {\displaystyle 2^{k-1}} 복소 차원({\displaystyle 2^{k}} 실수 차원)을 지닌다.
- 마요라나 스피너는 실수 표현으로, {\displaystyle 2^{k}} 실수 차원을 지닌다.
- 마요라나-바일 스피너는 실수 표현으로, {\displaystyle 2^{k-1}} 실수 차원을 지닌다.

스피너의 존재 여부는 {\displaystyle m=|(p-q)\;{\bmod {\;}}8|\in \{0,1,2,3,4\}}에 따라 결정된다.
- 디랙 스피너는 모든 {\displaystyle m}에 대하여 존재한다.
- 바일 스피너는 {\displaystyle m=0,2,4}인 경우만 (즉, 짝수 차원에서만) 존재한다.
- 마요라나 스피너는 부호수 {\displaystyle m=0,1,2}일 경우에만 존재한다.
- 마요라나-바일 스피너는 {\displaystyle m=0}인 경우에만 존재한다.

예를 들어, {\displaystyle (3,1)} 차원의 민코프스키 공간은 {\displaystyle m=2}이므로, 디랙 스피너, 바일 스피너, 마요라나 스피너가 존재하지만 마요라나-바일 스피너는 존재하지 않는다. 반면 끈 이론에서 등장하는 {\displaystyle (9,1)}차원의 공간에서는 {\displaystyle m=0}이므로 모든 종류의 스피너가 존재한다.
이를 표로 적으면 다음과 같다.
| 차원 | 부호수 | 왼손 바일   | 오른손 바일 | 켤레변형 | 디랙        | 왼손 마요라나-바일 | 오른손 마요라나-바일 | 마요라나    |
| ---- | ------ | ----------- | ----------- | -------- | ----------- | ------------------ | -------------------- | ----------- |
|      |        | (복소 차원) | (복소 차원) |          | (복소 차원) | (실수 차원)        | (실수 차원)          | (실수 차원) |
| 1    | (1,0)  | -           | -           | -        | 1           | -                  | -                    | 1           |
| 2    | (2,0)  | 1           | 1           | m        | 2           | -                  | -                    | 2           |
| 2    | (1,1)  | 1           | 1           | s        | 2           | 1                  | 1                    | 2           |
| 3    | (3,0)  | -           | -           | -        | 2           | -                  | -                    | -           |
| 3    | (2,1)  | -           | -           | -        | 2           | -                  | -                    | 2           |
| 4    | (4,0)  | 2           | 2           | s        | 4           | -                  | -                    | -           |
| 4    | (3,1)  | 2           | 2           | m        | 4           | -                  | -                    | 4           |
| 4    | (2,2)  | 2           | 2           | s        | 4           | 2                  | 2                    | 4           |
| 5    | (5,0)  | -           | -           | -        | 4           | -                  | -                    | -           |
| 5    | (4,1)  | -           | -           | -        | 4           | -                  | -                    | -           |
| 5    | (3,2)  | -           | -           | -        | 4           | -                  | -                    | 4           |
| 6    | (6,0)  | 4           | 4           | m        | 8           | -                  | -                    | 8           |
| 6    | (5,1)  | 4           | 4           | s        | 8           | -                  | -                    | -           |
| 6    | (4,2)  | 4           | 4           | m        | 8           | -                  | -                    | 8           |
| 6    | (3,3)  | 4           | 4           | s        | 8           | 4                  | 4                    | 8           |
| 7    | (7,0)  | -           | -           | -        | 8           | -                  | -                    | 8           |
| 7    | (6,1)  | -           | -           | -        | 8           | -                  | -                    | -           |
| 7    | (5,2)  | -           | -           | -        | 8           | -                  | -                    | -           |
| 7    | (4,3)  | -           | -           | -        | 8           | -                  | -                    | 8           |
| 8    | (8,0)  | 8           | 8           | s        | 16          | 8                  | 8                    | 16          |
| 8    | (7,1)  | 8           | 8           | m        | 16          | -                  | -                    | 16          |
| 9    | (9,0)  | -           | -           | -        | 16          | -                  | -                    | 16          |
| 9    | (8,1)  | -           | -           | -        | 16          | -                  | -                    | 16          |
| 10   | (10,0) | 16          | 16          | m        | 32          | -                  | -                    | 32          |
| 10   | (9,1)  | 16          | 16          | s        | 32          | 16                 | 16                   | 32          |
| 11   | (11,0) | -           | -           | -        | 32          | -                  | -                    | -           |
| 11   | (10,1) | -           | -           | -        | 32          | -                  | -                    | 32          |

여기서 켤레변형이 m이면 켤레변형에 따라 왼손 바일 표현이 오른손으로 바뀌나, s이면 왼손 표현은 왼손으로, 오른손 표현은 오른손으로 변환한다. 즉, (1,3)차원 민코프스키 공간에서 왼쪽 바일 스피너는 ·오른쪽 바일 스피너의 복소수 켤레이나, 4차원 유클리드 공간에서는 오른쪽 바일 스피너의 복소수 켤레는 오른쪽 바일 스피너와 동형이며, 왼쪽 스피너의 복소수 켤레는 왼쪽 바일 스피너와 동형이다. m일 경우에는 왼쪽·오른쪽 바일 스피너를 통하여 마요라나 스피너를 정의할 수 있다. 반면, s일 경우, 마요라나 스피너가 존재하려면 마요라나-바일 스피너 역시 존재해야 한다.

## 민코프스키 공간의 스피너

### 바일 스피너
좁은 의미에서 스피너는 로런츠 대수의 1/2표현으로부터 만들어지는 표현을 일컫는다. 로런츠 대수의 1/2표현은 헤르만 바일의 이름을 따 바일 스피너라 한다. 바일 스피너는 왼손과 오른손 두 종류가 있고, 바일 스피너로 나타내어지는 입자는 손지기 페르미온(chiral fermion)이라 부른다. 표준 모형의 중성미자가 이에 해당한다. 손지기 페르미온은 질량을 가질 수 없다. (실제 중성미자는 질량을 가지기 때문에 바일 스피너가 아니다.) 또한 바일 스피너는 손지기 대칭(chiral symmetry)을 깬다.

### 디랙 스피너
왼손과 오른손 바일 스피너를 합치면 손지기가 없는 디랙 스피너를 얻는다 (폴 디랙). 디랙 스피너는 질량을 가질 수 있으며, 디랙 스피너로 나타내어지는 디랙 입자는 그 반입자와 다르다. 표준 모형의 쿼크와 전자, 뮤온, 타우온 등이 이에 해당한다.
디랙 스피너 중, 그 왼손과 오른손 부분이 서로 에르미트적으로 관련이 있는 것을 에토레 마요라나의 이름을 따 마요라나 스피너라고 한다. 마요라나 입자는 질량을 가질 수 있으며, 스스로의 반입자이다.

### 바일 스피너의 표기
바일 스피너의 경우, 입자물리학에서는 다음과 같은 판데르바르던 표기법을 사용한다.
이 표기법에서, 그리스 소문자 {\displaystyle \alpha ,\beta ,\dots } 및 점을 찍은 그리스 소문자 {\displaystyle {\dot {\alpha }},{\dot {\beta }},\dots } 첨자는 1 또는 2의 값을 가지며, 바일 스피너의 두 성분을 나타낸다. 이 경우, {\displaystyle \alpha ,\beta ,\dots }는 왼손 표현 (½,0), {\displaystyle {\dot {\alpha }},{\dot {\beta }},\dots }는 오른손 표현 (0,½)를 나타낸다. 보통, 왼손 바일 스피너는 열벡터, 오른손 바일 스피너는 행벡터로 나타낸다.
크로네커 델타로 올리거나 내리는 4차원 벡터 지표와 달리, 스피너 지표는 레비치비타 기호 {\displaystyle \epsilon }으로 올리거나 내린다. 구체적으로, 바일 스피너에서 아랫첨자와 윗첨자 사이를 변환하려면 다음과 같다.
{\displaystyle \psi _{\alpha }=\epsilon _{\alpha \beta }\psi ^{\beta }}
{\displaystyle \psi ^{\alpha }=\epsilon ^{\alpha \beta }\psi _{\beta }}
{\displaystyle \psi _{\dot {\alpha }}^{\dagger }=\epsilon _{{\dot {\alpha }}{\dot {\beta }}}\psi ^{\beta }}
{\displaystyle \psi ^{\dagger \alpha }=\epsilon ^{{\dot {\alpha }}{\dot {\beta }}}\psi _{\beta }^{\dagger }}
여기서 {\displaystyle \epsilon }은 레비치비타 기호로, 다음과 같다.
{\displaystyle \epsilon ^{12}=\epsilon ^{{\dot {1}}{\dot {2}}}=+1,\;\epsilon ^{21}=\epsilon ^{{\dot {2}}{\dot {1}}}=-1}
{\displaystyle \epsilon _{12}=\epsilon _{{\dot {1}}{\dot {2}}}=-1,\;\epsilon ^{21}=\epsilon ^{{\dot {2}}{\dot {1}}}=+1}
열벡터인 왼손 바일 스피너에 에르미트 수반을 취하면 다음과 같이 오른손 바일 스피너를 얻는다. 첨자에 점이 추가되지만, 그 위치가 변하지 않는 것을 알 수 있다.:(2.17)
{\displaystyle (\psi _{\alpha })^{\dagger }=\psi _{\dot {\alpha }}^{\dagger }}
이 표기법에서, 파울리 행렬의 지표는 다음과 같다.
{\displaystyle \sigma ^{\mu }=(1,\sigma ^{i})}
{\displaystyle {\bar {\sigma }}^{\mu }=(1,-\sigma ^{i})}
로 정의하면, 이들에 부여되는 첨자는 다음과 같다.
{\displaystyle \sigma _{\alpha {\dot {\beta }}}^{\mu }}
{\displaystyle {\bar {\sigma }}^{\mu {\dot {\alpha }}\beta }}
즉, {\displaystyle \sigma ^{\mu }}는 둘째 첨자에 점이 있지만, {\displaystyle {\bar {\sigma }}^{\mu }}는 첫째 첨자에 점이 있다.
스피너 지표에 대하여 아인슈타인 표기법이 적용된다. 또한, 다음과 같은 쌍의 지표가 존재한다면, 생략할 수 있다.
{\displaystyle {}^{\alpha }{}_{\alpha }}
{\displaystyle {}_{\dot {\alpha }}{}^{\dot {\alpha }}}
즉, 점이 없는 지표는 하강하는 쌍을, 점이 있는 지표는 상승하는 쌍을 생략한다. 예를 들어,
{\displaystyle \psi \psi =\psi ^{\alpha }\psi _{\alpha }=\psi ^{\alpha }\epsilon _{\alpha \beta }\psi ^{\beta }=\epsilon ^{\alpha \beta }\psi _{\alpha }\psi _{\beta }=\psi ^{2}\psi ^{1}-\psi ^{1}\psi ^{2}=\psi _{1}\psi _{2}-\psi _{2}\psi _{1}}
{\displaystyle \psi ^{\dagger }\psi ^{\dagger }=\psi _{\dot {\alpha }}^{\dagger }\psi ^{\dagger {\dot {\alpha }}}=\psi _{\dot {\alpha }}^{\dagger }\epsilon ^{{\dot {\alpha }}{\dot {\beta }}}\psi _{\dot {\beta }}^{\dagger }=\epsilon ^{{\dot {\alpha }}{\dot {\beta }}}\psi ^{\dagger {\dot {\alpha }}}\psi ^{\dagger {\dot {\beta }}}=\psi _{\dot {1}}^{\dagger }\psi _{\dot {2}}^{\dagger }-\psi _{\dot {2}}^{\dagger }\psi _{\dot {1}}^{\dagger }=\psi ^{\dagger {\dot {2}}}\psi ^{\dagger {\dot {1}}}-\psi ^{\dagger {\dot {1}}}\psi ^{\dagger {\dot {2}}}}
이다.

## 스피너장
위에서 보았던 클리포드 대수 또는 표현론의 관점에서 주어진 구성은 스피너를 0차원 시공간에서 기하학적 대상으로 정의하는 것으로 생각할 수 있다. 디랙 스피너처럼 물리학에서 등장하는 스피너를 얻으려면 구성을 확장하여 4차원 시공간(민코프스키 공간)에서 스핀 구조를 얻는다. 사실상 시공간 접다발에서 시작하여 각 점이 {\displaystyle {\text{SO}}(3)} 대칭을 갖는 4차원 선형 공간인 다음 각 점에서 스핀 군을 만든다. 점의 이웃에는 매끄러움 및 미분 가능성의 개념이 부여된다. 표준 구성은 올다발 중 하나이며 올은 스핀 군 아래에서 변형되는 아핀 공간이다. 올다발을 구성한 후 디랙 방정식 또는 올다발에 대한 바일 방정식과 같은 미분 방정식을 고려할 수 있다. 이러한 방정식(디랙 또는 바일)은 위에서 설명한 (0차원) 클리포드 대수/스핀 표현론에서 얻은 것처럼 올의 대칭 특성을 갖는 평면파인 해을 갖는다. 즉, 스피너의 대칭을 갖는다. 그런 다음 미분 방정식의 이러한 평면파 해(또는 다른 해)을 페르미온이라고 적절하게 부를 수 있다. 페르미온은 스피너의 대수적 특성을 가지고 있다. 그래서 "페르미온"과 "스피너"라는 용어는 종종 물리학에서 같은 의미로 사용된다.
스핀 1/2인 자연의 모든 기본 입자는 중성미자를 제외하고 디랙 방정식으로 설명되는 것으로 보인다. 이것이 사실이 될 선험적인 이유는 없는 것 같다. 스피너에 대해 완벽하게 유효한 선택은 {\displaystyle {\text{Cl}}_{2,2}(\mathbb {R} )}의 복소화되지 않은 버전인 마요라나 스피너일 것이다. 또한 바일 스피너가 기본 입자로 자연에 나타나는 것을 특별히 금지하지는 않는 것 같다.
바일 평면파 해가 빛의 속력으로 이동하기 때문에 바일 스피너는 전자와 같은 거대한 입자를 설명하기에 불충분하다. 거대한 입자의 경우 디랙 방정식이 필요하다. 입자 물리학의 표준 모형의 초기 구성은 질량이 없는 바일 스피너로서 전자와 중성미자 모두에서 시작된다. 힉스 메커니즘은 전자에 질량을 부여한다. 고전적인 중성미자는 질량이 없었으며 따라서 바일 스피너의 예였다. 그러나 관찰된 중성미자 진동으로 인해 이제 그들은 바일 스피너가 아니라 아마도 마요라나 스피너일 것이라 믿어진다. 바일 스피너 기본 입자가 자연에 존재하는지 여부는 알려져 있지 않다.
응집 물질 물리학에서 상황은 다르다. 반도체에서 훨씬 더 특이한 재료에 이르기까지 아주 다양한 물리적 재료에서 2차원 및 3차원 "시공간"을 구성할 수 있다. 2015년 프린스턴 대학 과학자들이 이끄는 국제 팀은 바일 페르미온처럼 행동하는 준입자를 발견했다고 발표했다.

## 현상론
중성미자는 과거에 바일 입자(손지기 페르미온)로 생각되었으나, 중성미자 진동의 발견으로 인해 이 이론은 반증되었다. 아직까지 중성미자가 디랙 입자인지, 마요라나 입자인지는 확인되지 않았다.

## 참고 문헌
- 카르탕, 엘리 (1913). “Les groupes projectifs qui ne laissent invariante aucune multiplicité plane” (PDF). 《Bull. Soc. Math. Fr.》 41: 53–96. doi:10.24033/bsmf.916.
- J. Polchinski, String Theory 제 2권, 부록 B (Spinors and SUSY in various dimensions).
- Pal, Palash B. (2012). “Dirac, Majorana and Weyl fermions”. arXiv:1006.1718.
- Dreiner, Herbi K.; Howard E. Haber, Stephen P. Martin (2010년 9월). “Two-component spinor techniques and Feynman rules for quantum field theory and supersymmetry”. 《Physics Reports》 494 (1–2): 1–196. arXiv:0812.1594. doi:10.1016/j.physrep.2010.05.002.
- Figueroa-O'Farrill, José. “Majorana spinors” (PDF). 2017년 11월 5일에 원본 문서 (PDF)에서 보존된 문서. 2013년 1월 23일에 확인함.

## 같이 보기
- 스핀 다양체
- 스핀 표현
- 스핀
- 클리퍼드 대수
- 디랙 행렬, 파울리 행렬